# Minneapolis Institute of Art
Le Minneapolis Institute of Art est un musée d'art de Minneapolis, dans l'État du Minnesota aux États-Unis, fondé en 1883 et installé sur un terrain de près de 32 000 m2.
Le musée présente une collection de plus de 100 000 objets couvrant une période historique de 5 000 ans. Il est l'un des plus grands musées des États-Unis.

## Histoire
La Société des Beaux-Arts de Minneapolis amorce en 1883 une campagne pour stimuler l'intérêt de l'art chez leurs concitoyens. Composé de chefs d'entreprise et de professionnels de l'époque, ce groupe organise des expositions d'art tout au long de la décennie. En 1889, la Société, rebaptisée Minneapolis Institute of Arts, emménage dans son premier espace permanent à l'intérieur de la Bibliothèque publique nouvellement construite à Minneapolis.
Un nouveau bâtiment, conçu par le cabinet de McKim, Mead and White, ouvre ses portes en 1915. Construit sur un terrain donné par la famille Morrison et anciennement occupé par leur maison de maître Villa Rosa, le musée est reconnu dès son inauguration pour l'un des plus beaux exemples du style architectural beaux-arts du Minnesota. Plusieurs ajouts ont ensuite été construits, y compris un, en 1974, par Kenzo Tange. Une nouvelle aile, conçue par Michael Graves, est achevé en juin 2006. Seulement 5 pour cent des près de 100 000 objets du musée peuvent être exposé en même temps.
Le bâtiment est situé dans le Washburn-Fair Oaks Mansion District, un quartier de demeures construites par de riches chefs d'entreprises entre 1880 et 1920. Le quartier est inscrit au Registre national des lieux historiques.

## La collection
Le MIA offre une collection encyclopédique de l'histoire de l'art. Elle possède environ 80 000 objets, couvrant 5000 ans. Sa collection comprend des peintures, des photographies, des estampes et dessins, des objets textiles, d'architecture et des arts décoratifs.
Le musée compte également des collections d'art africain et d'art de l'Océanie et des Amériques, en plus d'un très riche éventail d'art asiatique, de fait, l'une des collections les plus complètes en sol américain. La collection asiatique compte notamment des jades, des bronzes et de la céramique.

### Copie du Doryphore de Polyclète
En 1986, le Minneapolis Institute of Art a acquis un exemplaire relativement bien conservé de la statue du Doryphore : elle est sculptée dans un bloc de marbre pentélique. Elle est complète à l’exception du bras gauche inférieur et des doigts de la main droite. Datée entre 27 avant J.-C. et 68 après J.-C., elle mesure 1,98 mètre de hauteur. Le musée affirme que cette copie a été trouvée dans les eaux italiennes au cours des années 1930 et a passé plusieurs décennies dans des collections privées italiennes, suisses et canadiennes avant de refaire surface sur le marché de l’art vers 1980. Elle a été achetée par le MIA pour 2,5 millions de dollars. À l’inverse, le tribunal de Torre Annunziata affirme que la statue a été retrouvée illégalement en 1976 sur la colline de Verano à Castellammare di Stabia, près de Naples et demande la restitution de l'oeuvre. Selon l’Italie, la statue aurait été mise au jour par des pilleurs qui l'ont vendu ensuite vendue pour environ 1,2 million de dollars à l’antiquaire bâlois Elie Borowski, connu pour le trafic d’œuvres d’art volées. Puis, au début des années 1980, le Doryphore aurait été exposée à la Glyptothèque de Munich : le parquet de Naples a réclamé l'oeuvre mais s'est heurtée à la décision de la Cour d’appel de Bavière en 1984.

## Galerie

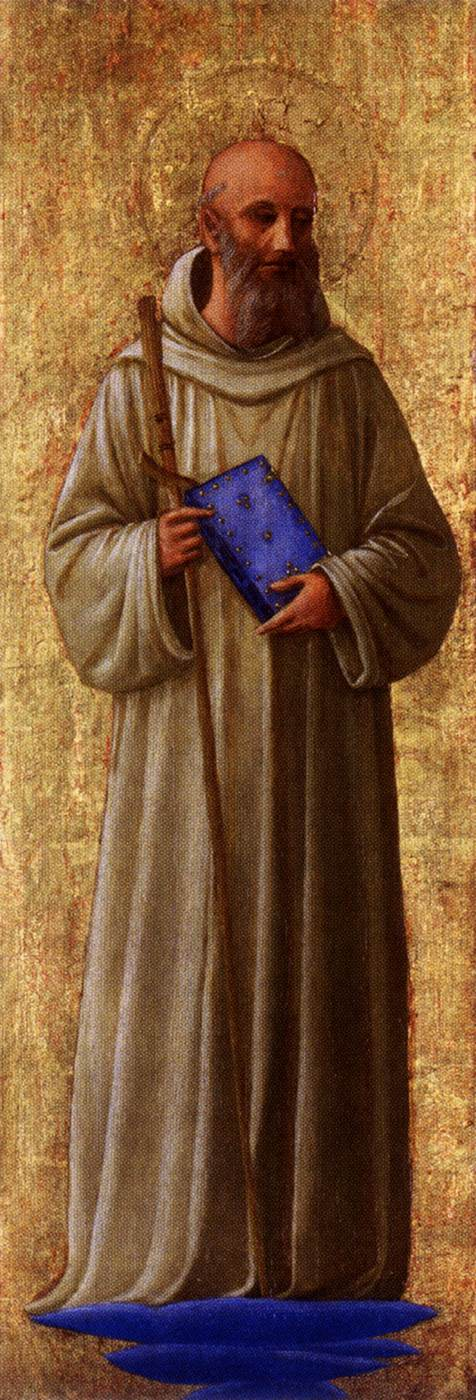
Fra Angelico, Saint Romuald (vers 1440)
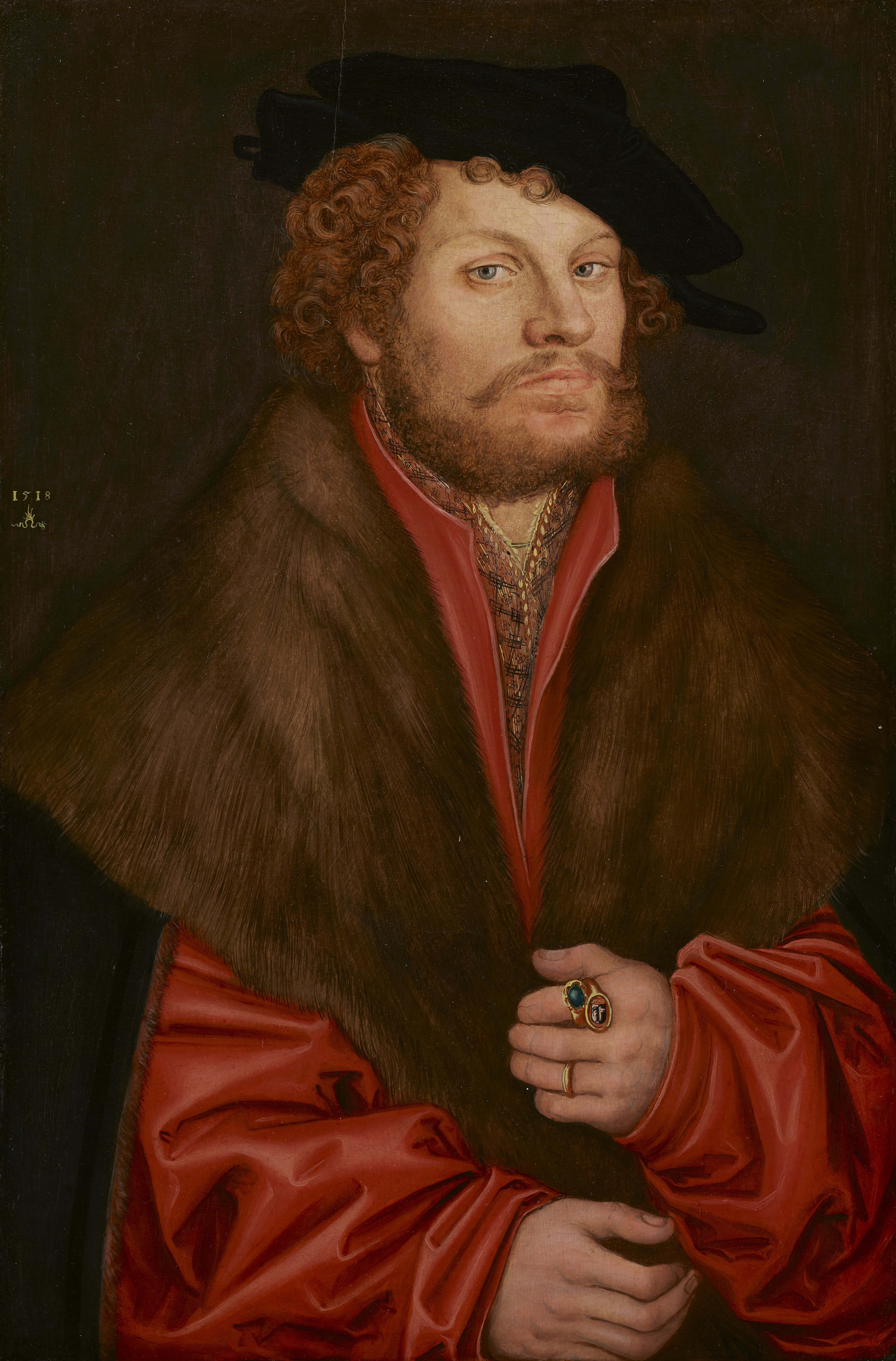
Lucas Cranach l'Ancien, Portrait de Moritz Buchner (1518-1520)
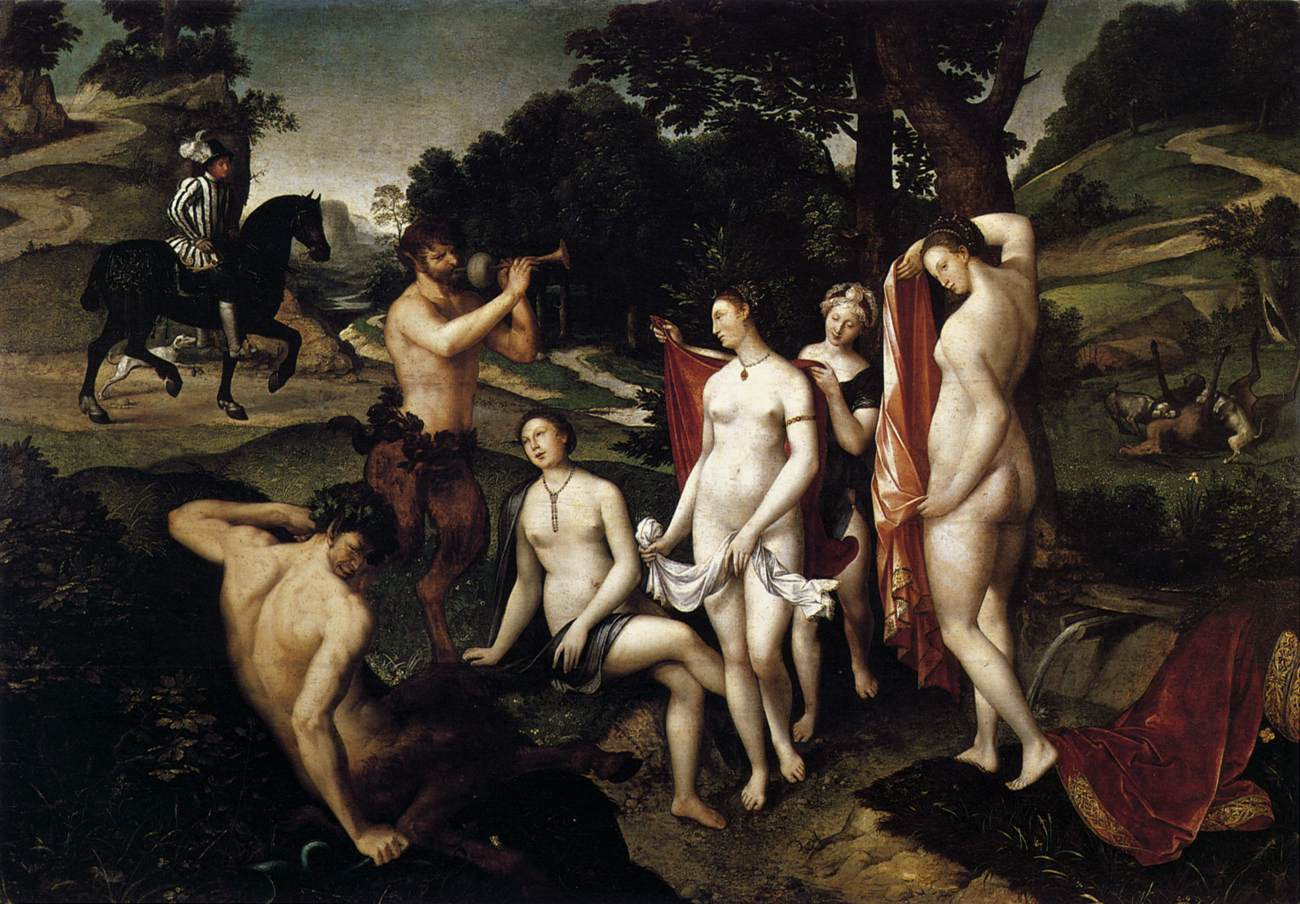
François Clouet, Le Bain de Diane (vers 1550)
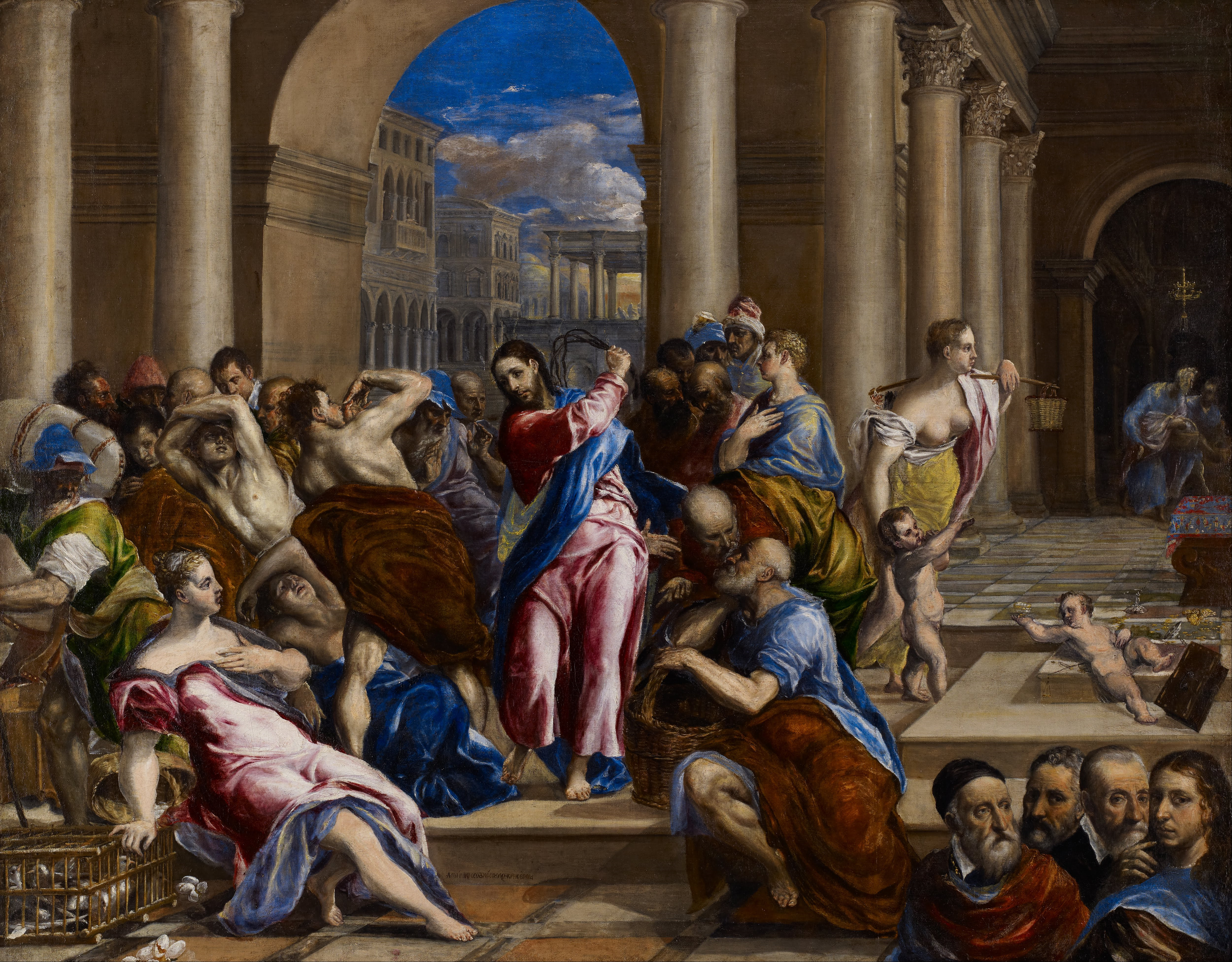
El Greco, Le Christ chasse les vendeurs du temple (vers 1570)
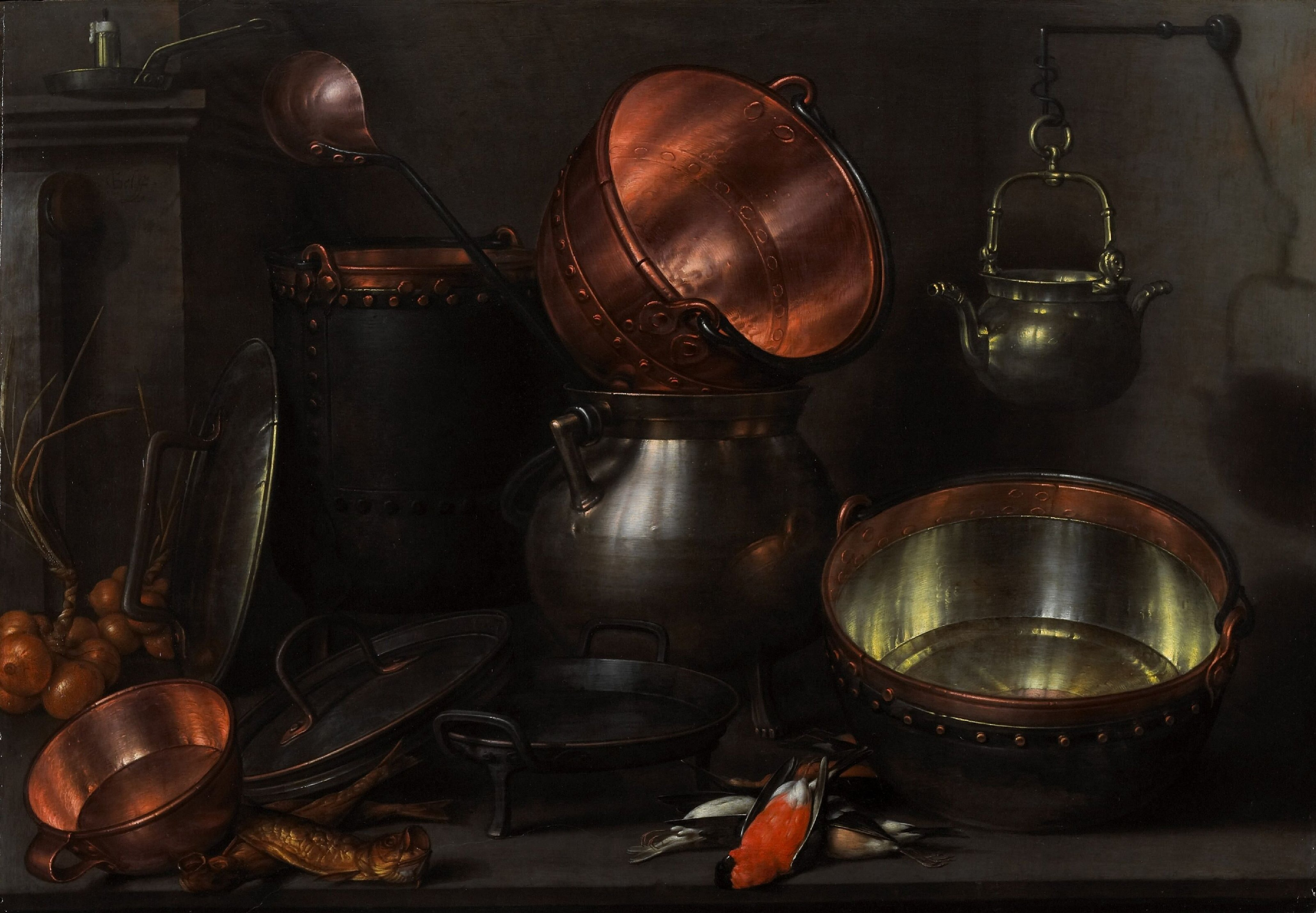
Jacob Willemsz Delff, Allégorie des quatre élements, (vers 1600)
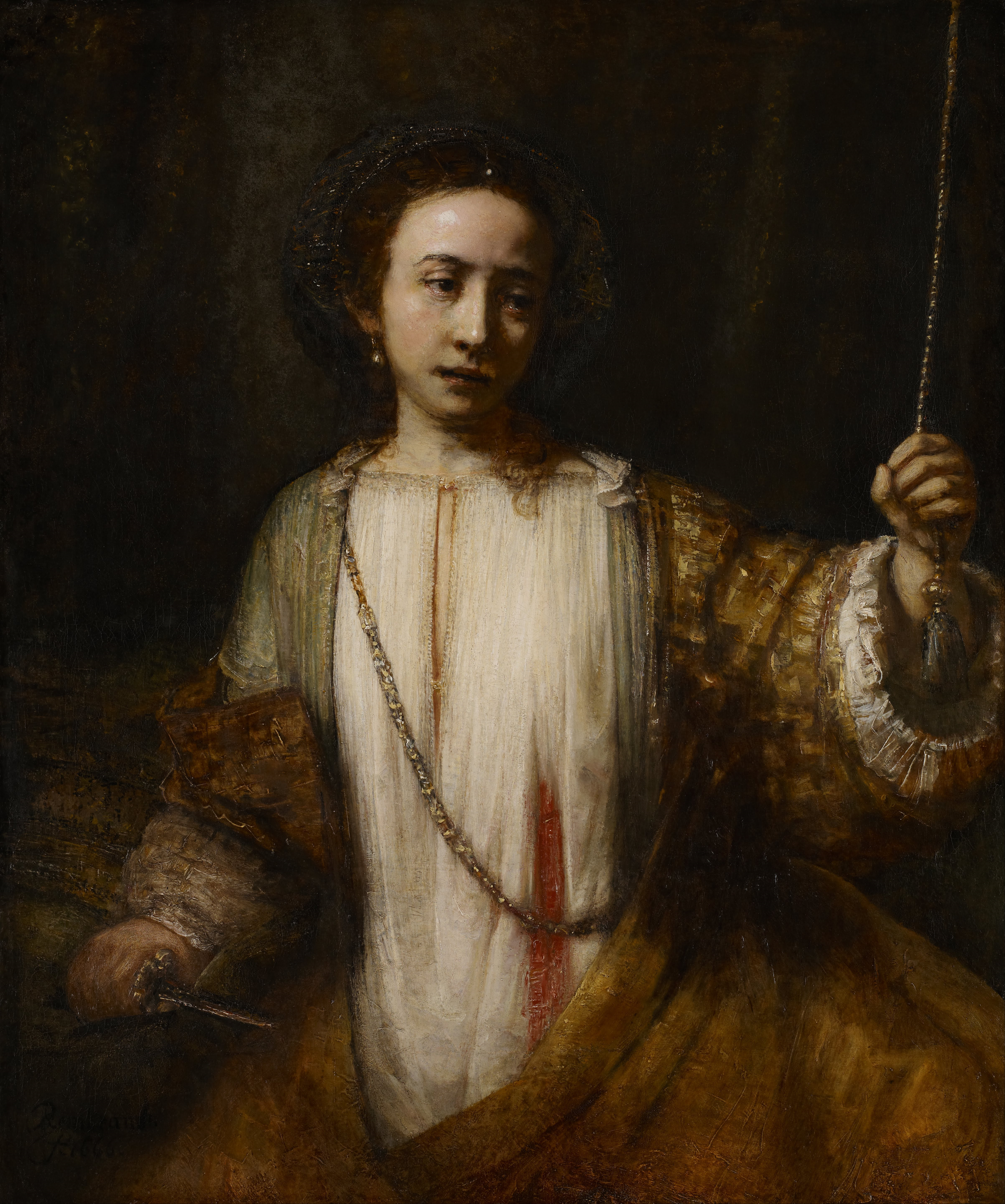
Rembrandt, Lucrèce (1666)
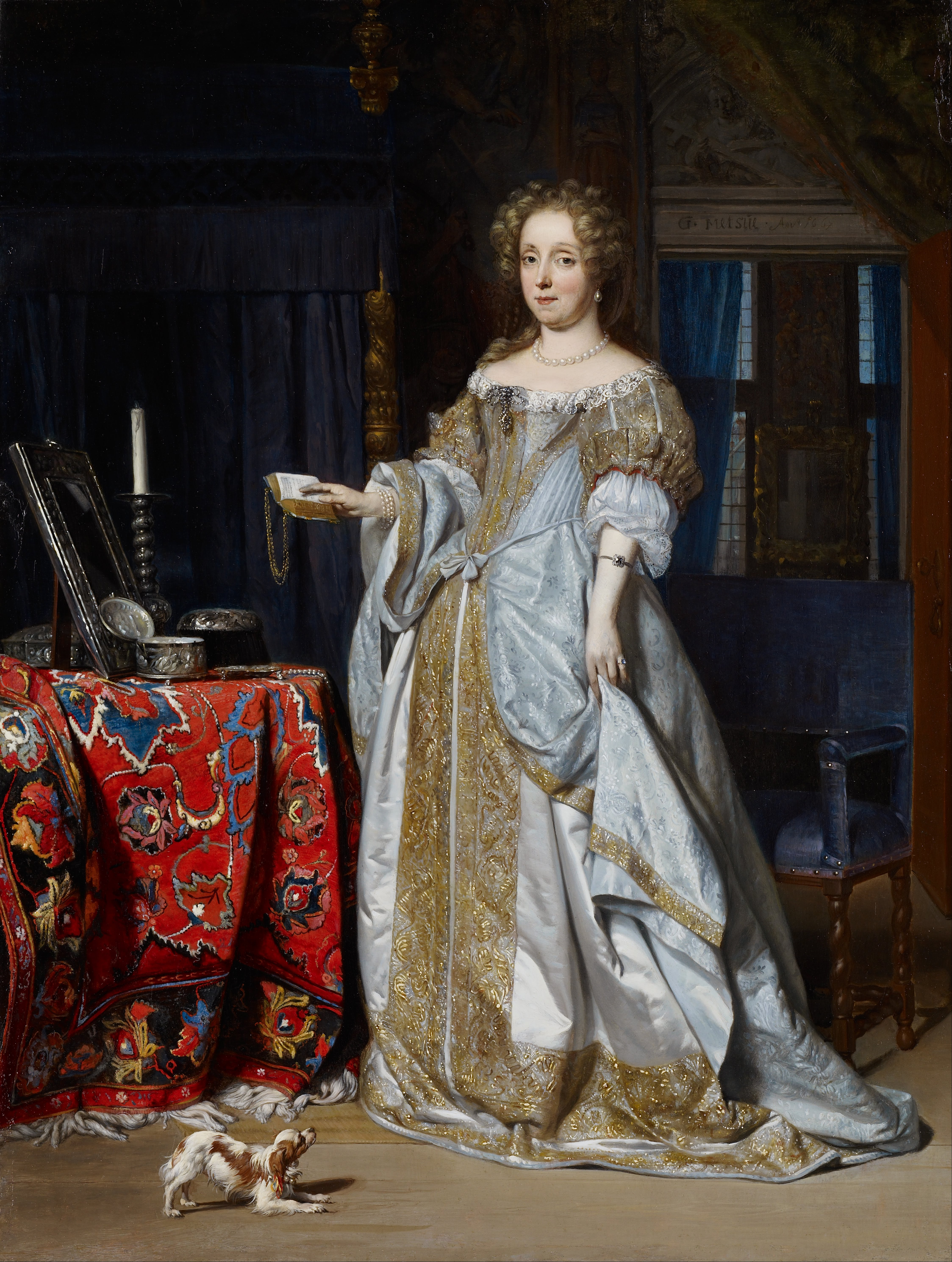
Gabriel Metsu, Portrait de femme (1667)
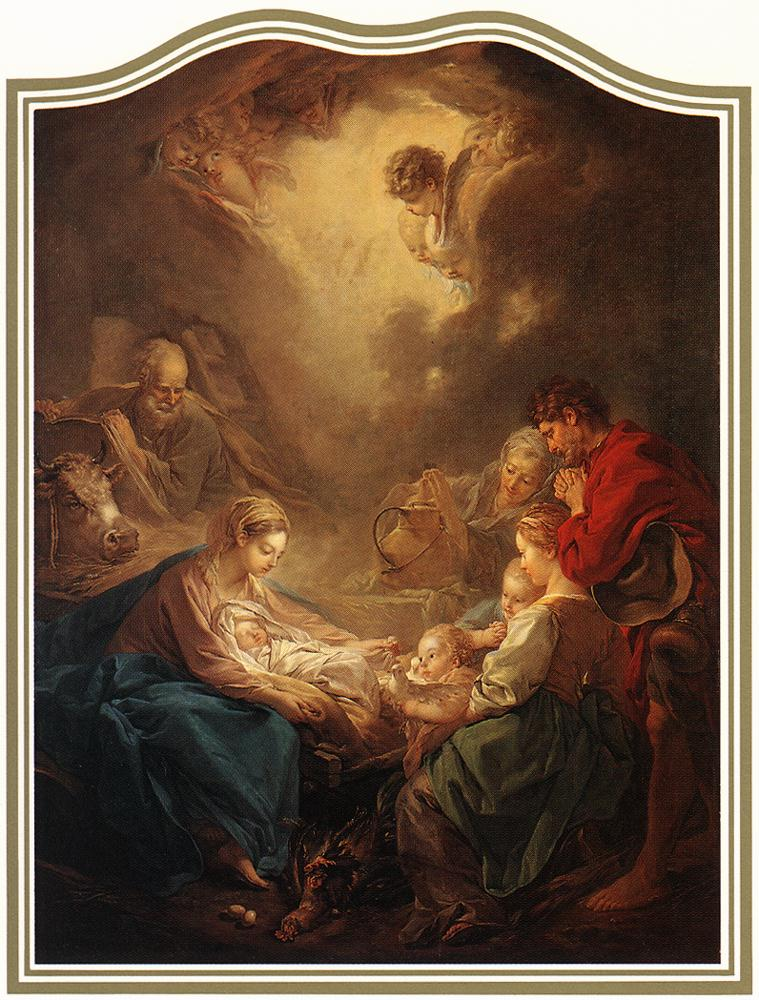
François Boucher, L'Adoration des bergers (1750)
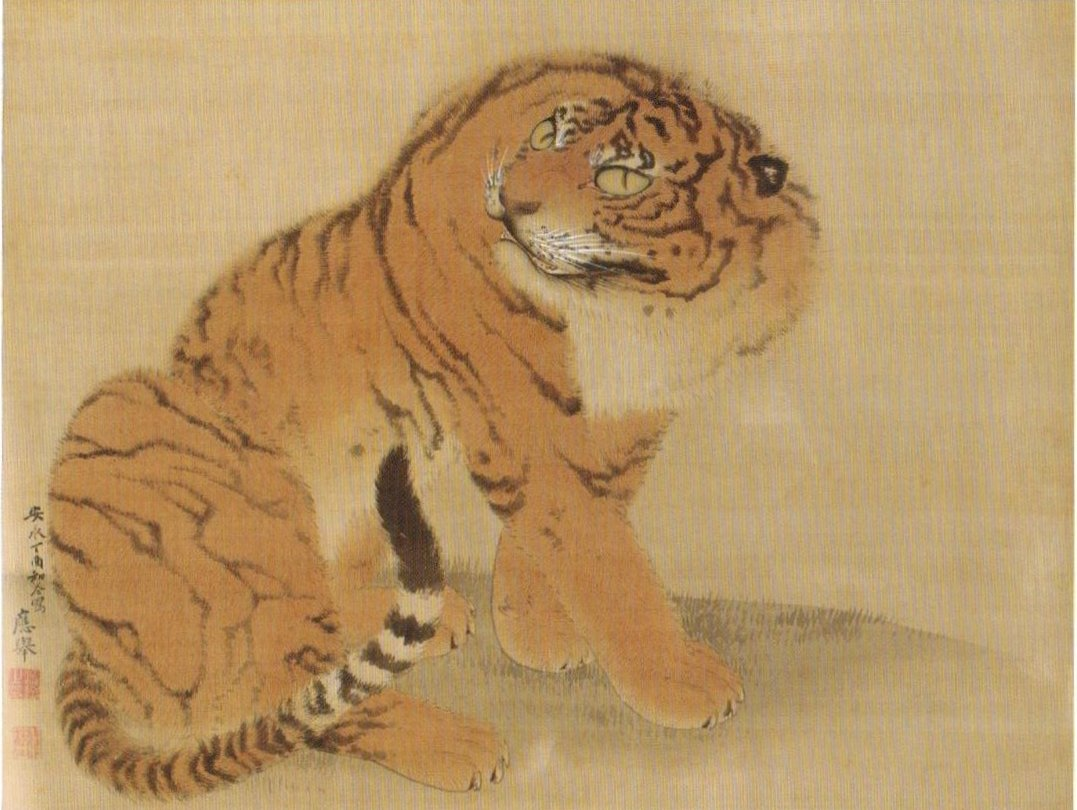
Maruyama Okyo, Tigre assis (1777)
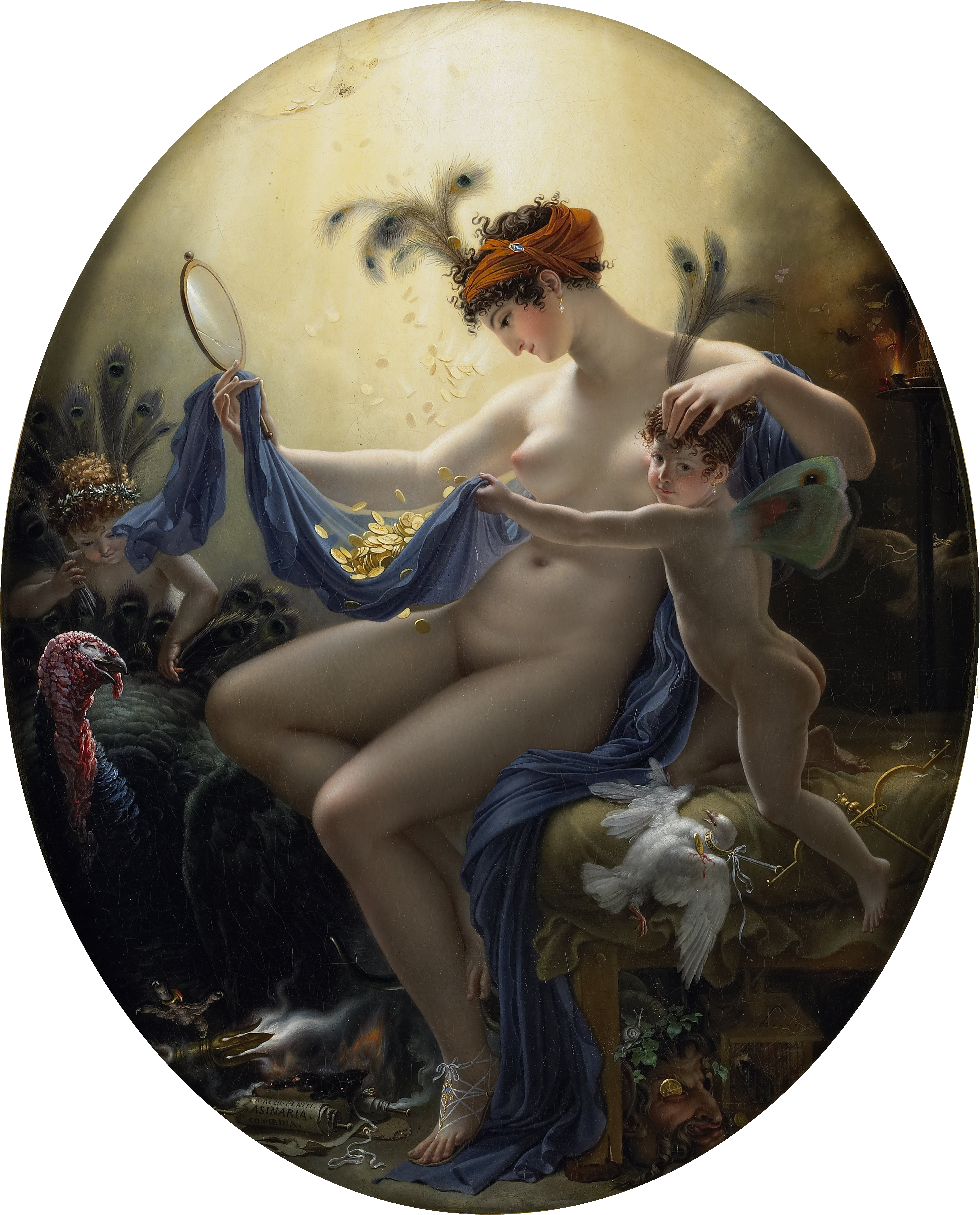
Anne-Louis Girodet, Mademoiselle Lange en Danaé (1799)
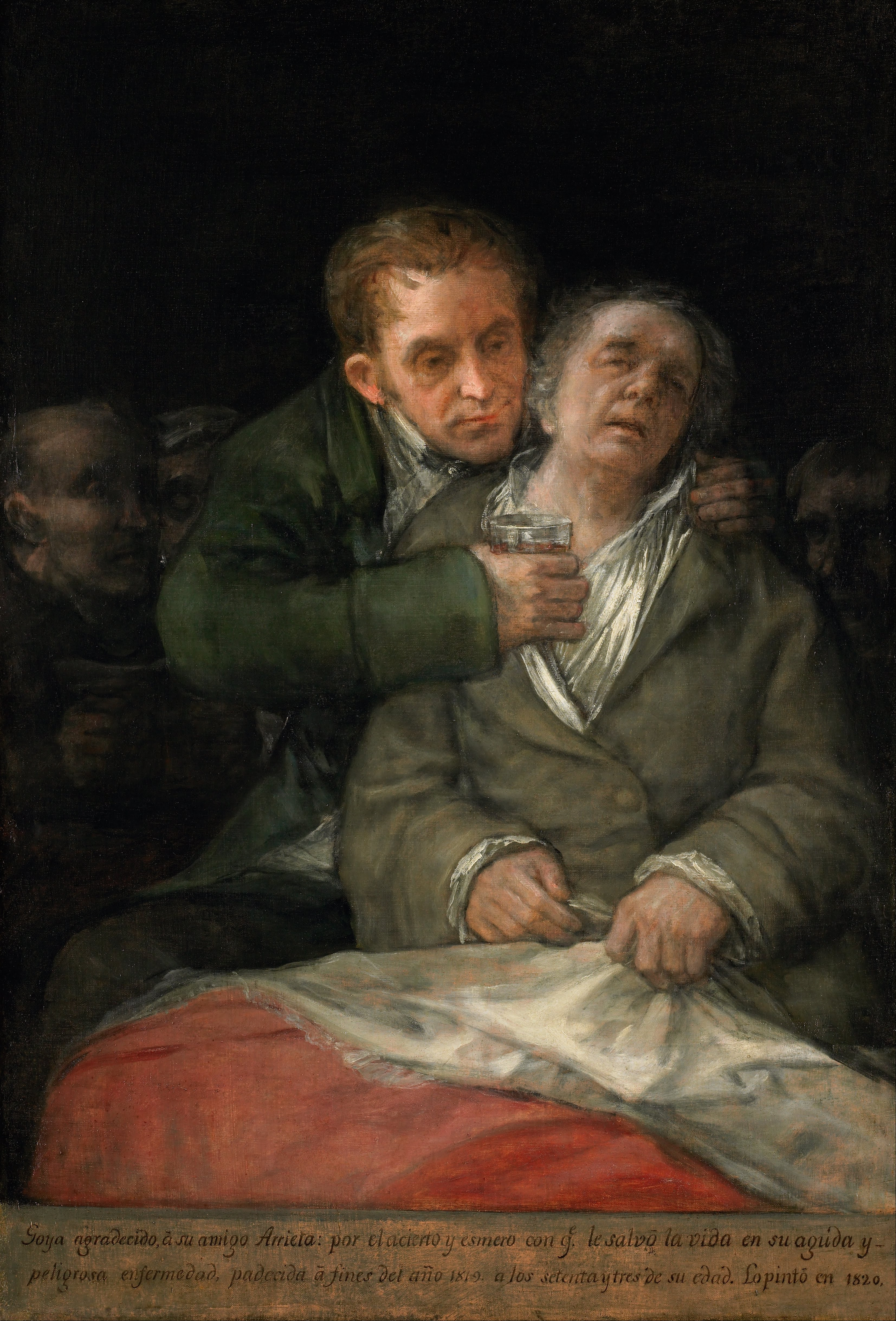
Goya, Goya et son médecin (1820)
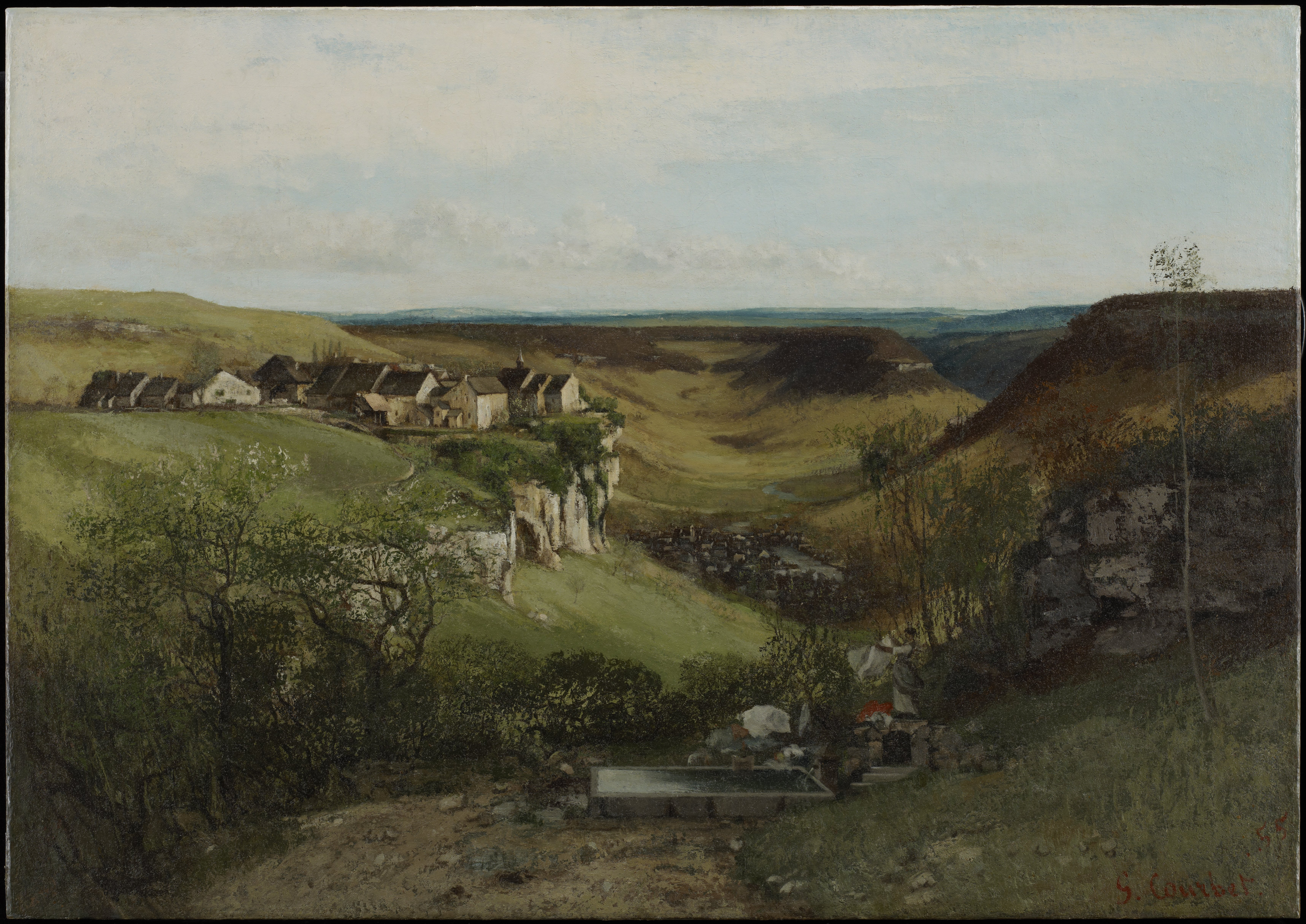
Gustave Courbet, Le Château d'Ornans (1855)
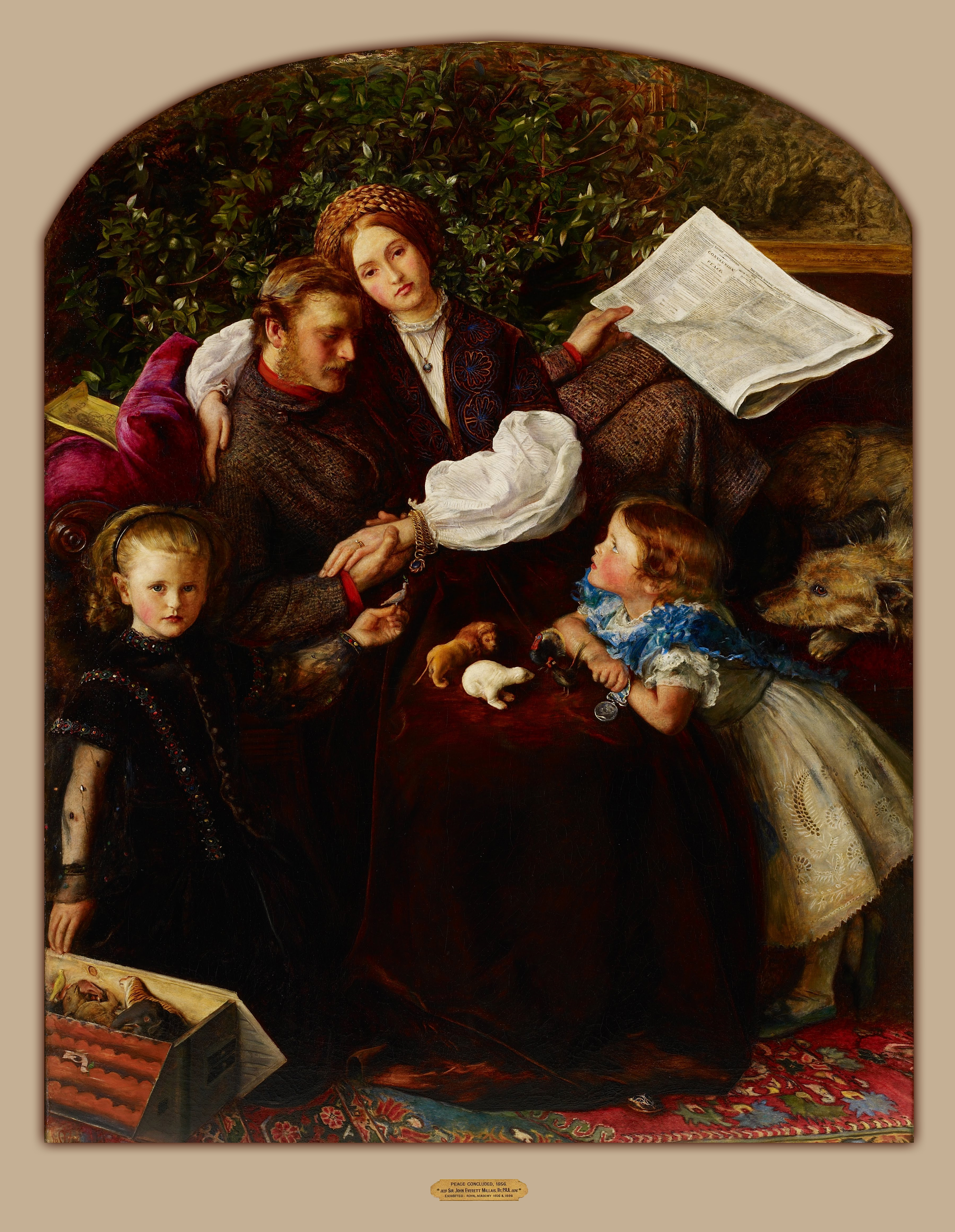
John Everett Millais, Paix conclue (1856)
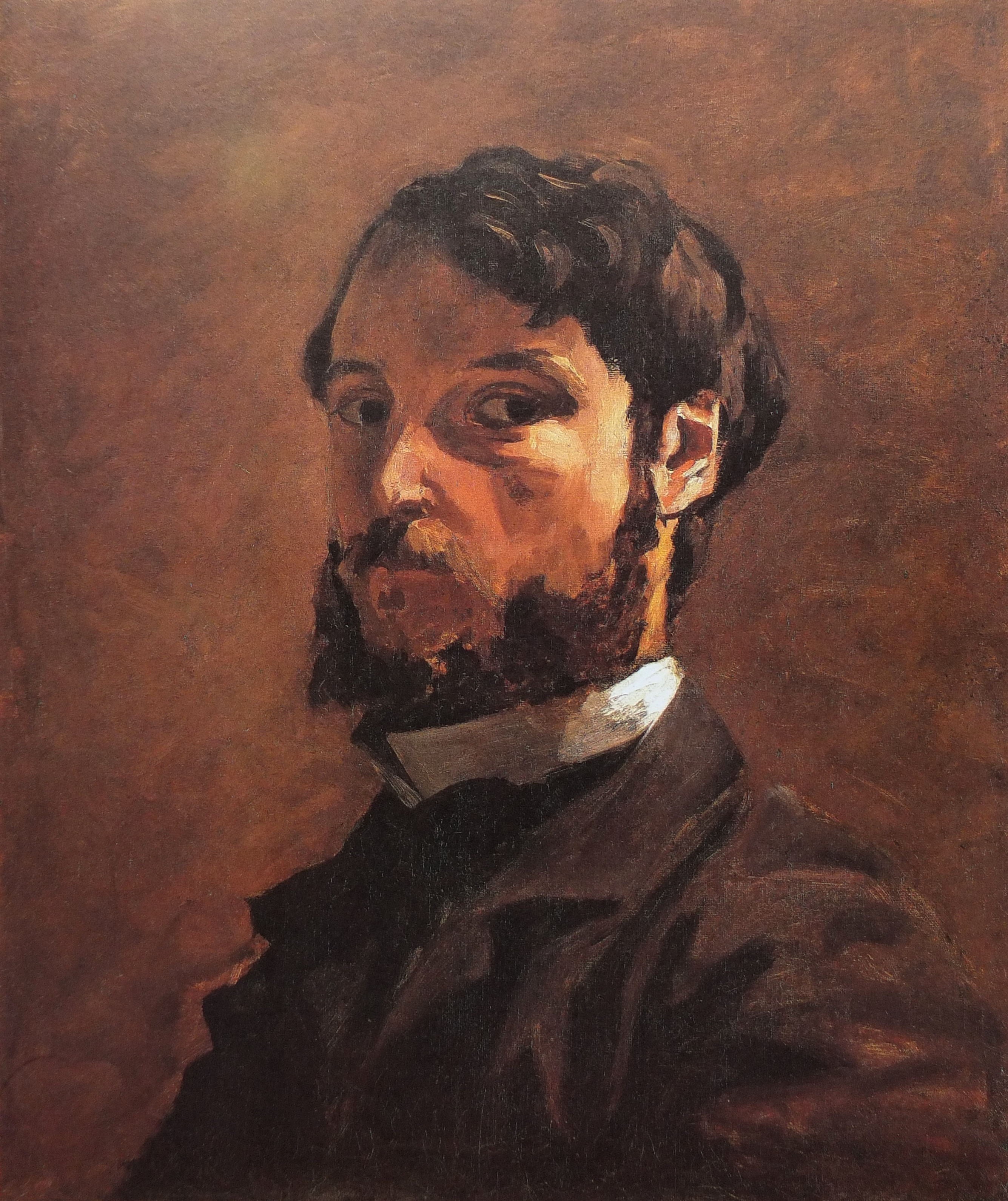
Frédéric Bazille, Autoportrait (vers 1865)
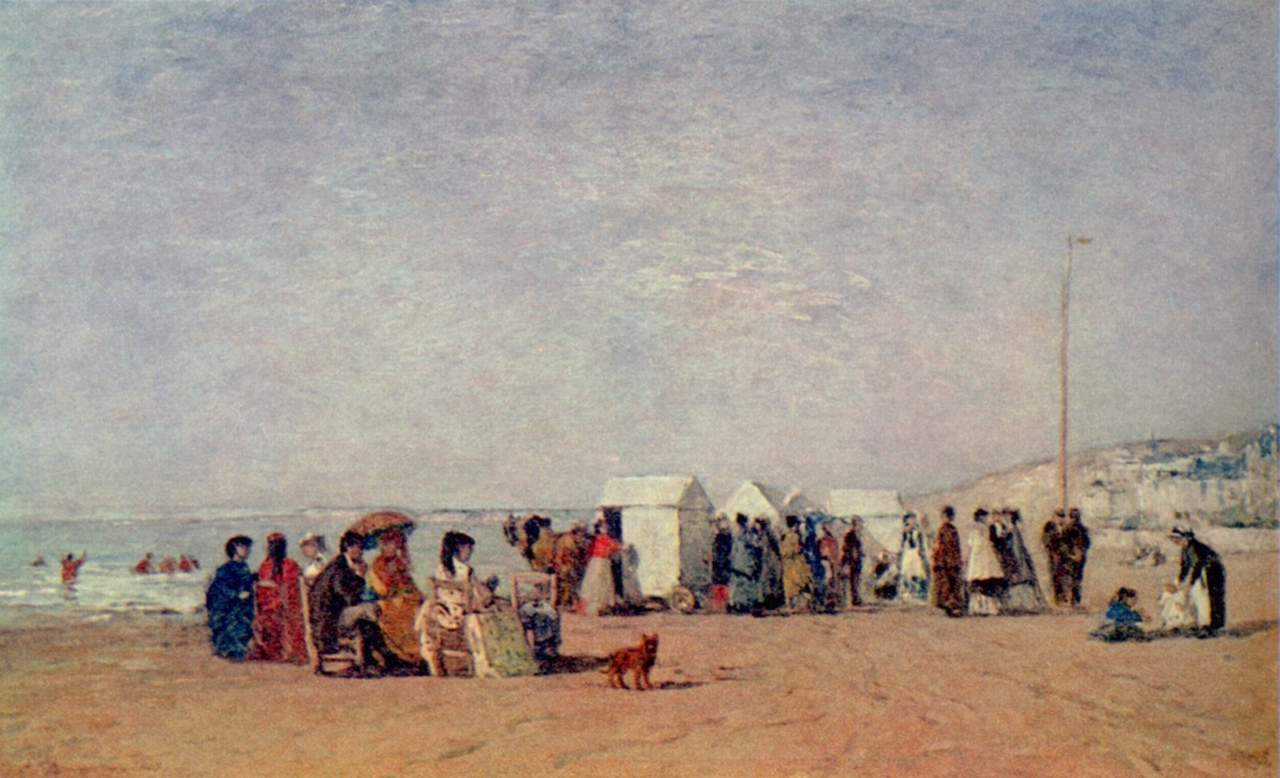
Eugène Boudin, Sur la plage de Trouville (1865)
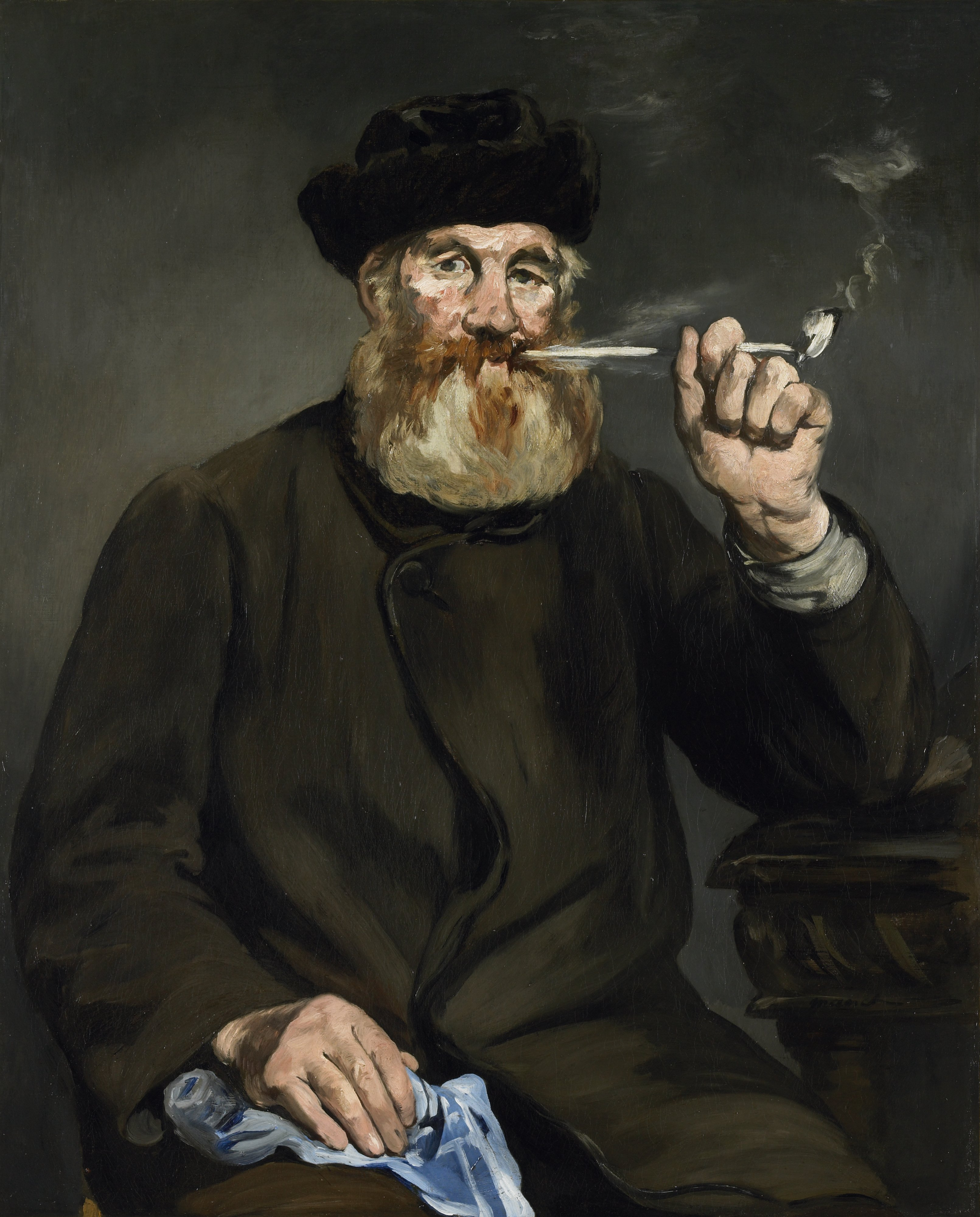
Édouard Manet, Le Fumeur (1866)
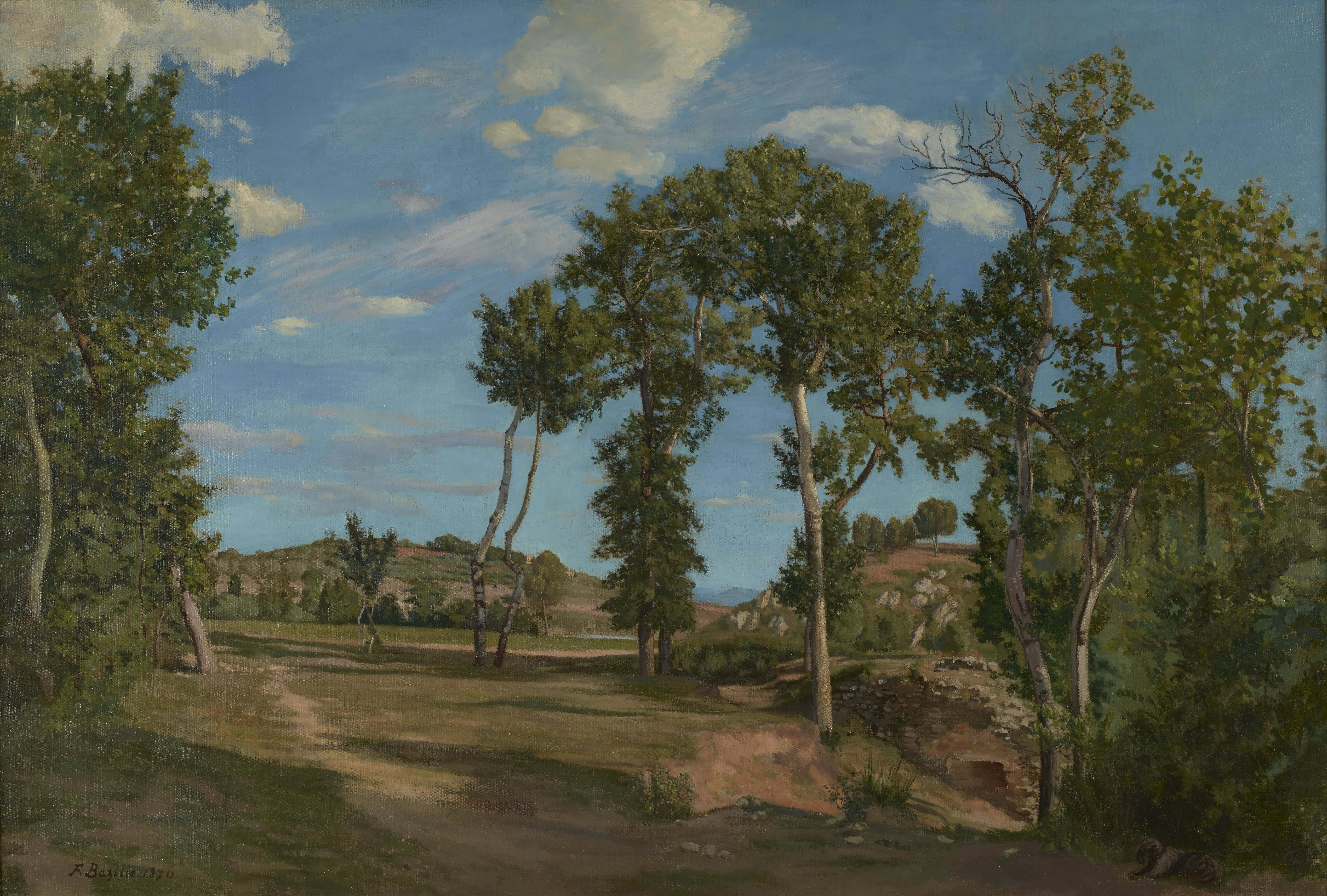
Frédéric Bazille, Paysage au bord du Lez (1870)
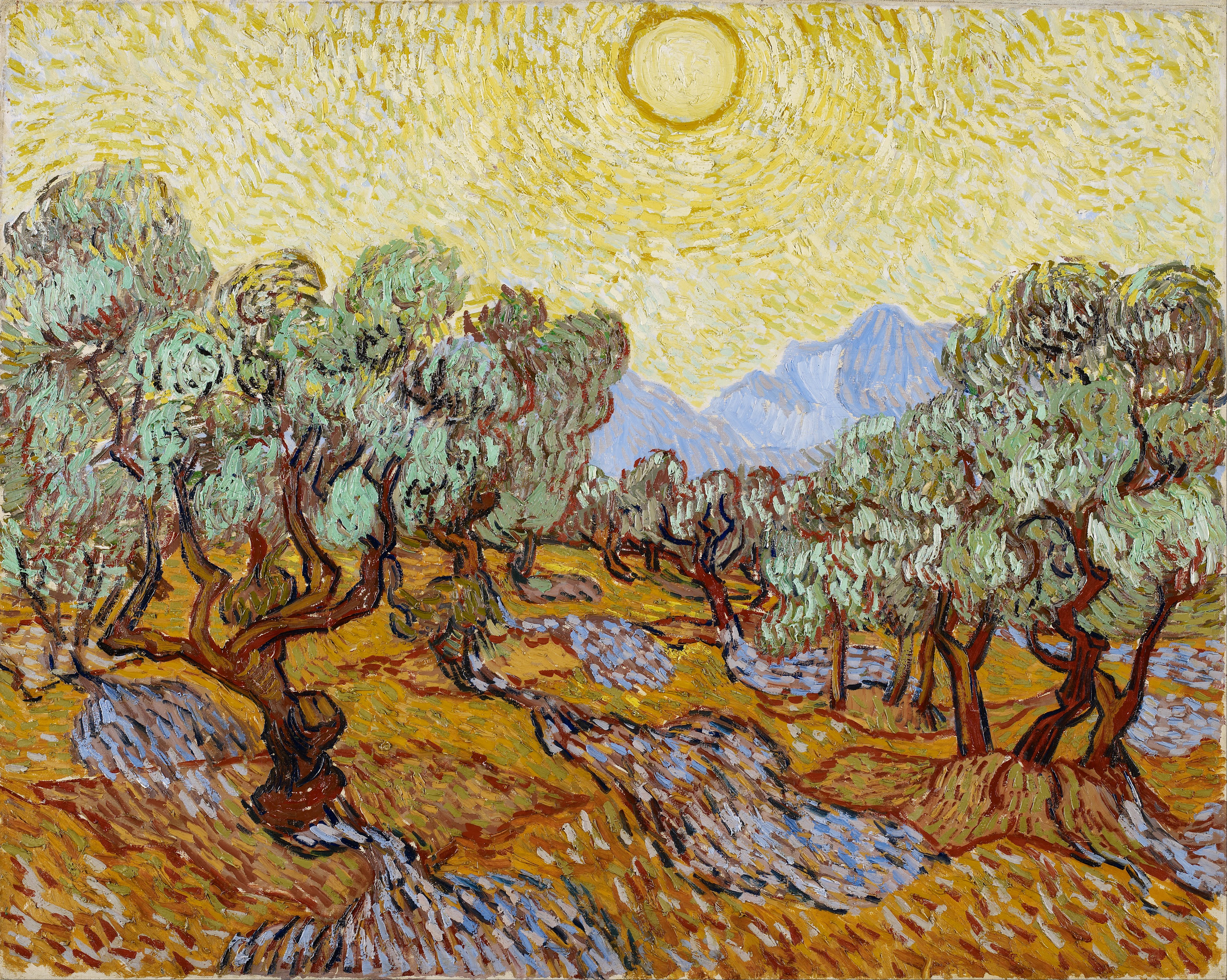
Vincent van Gogh, Les Oliviers (1889)
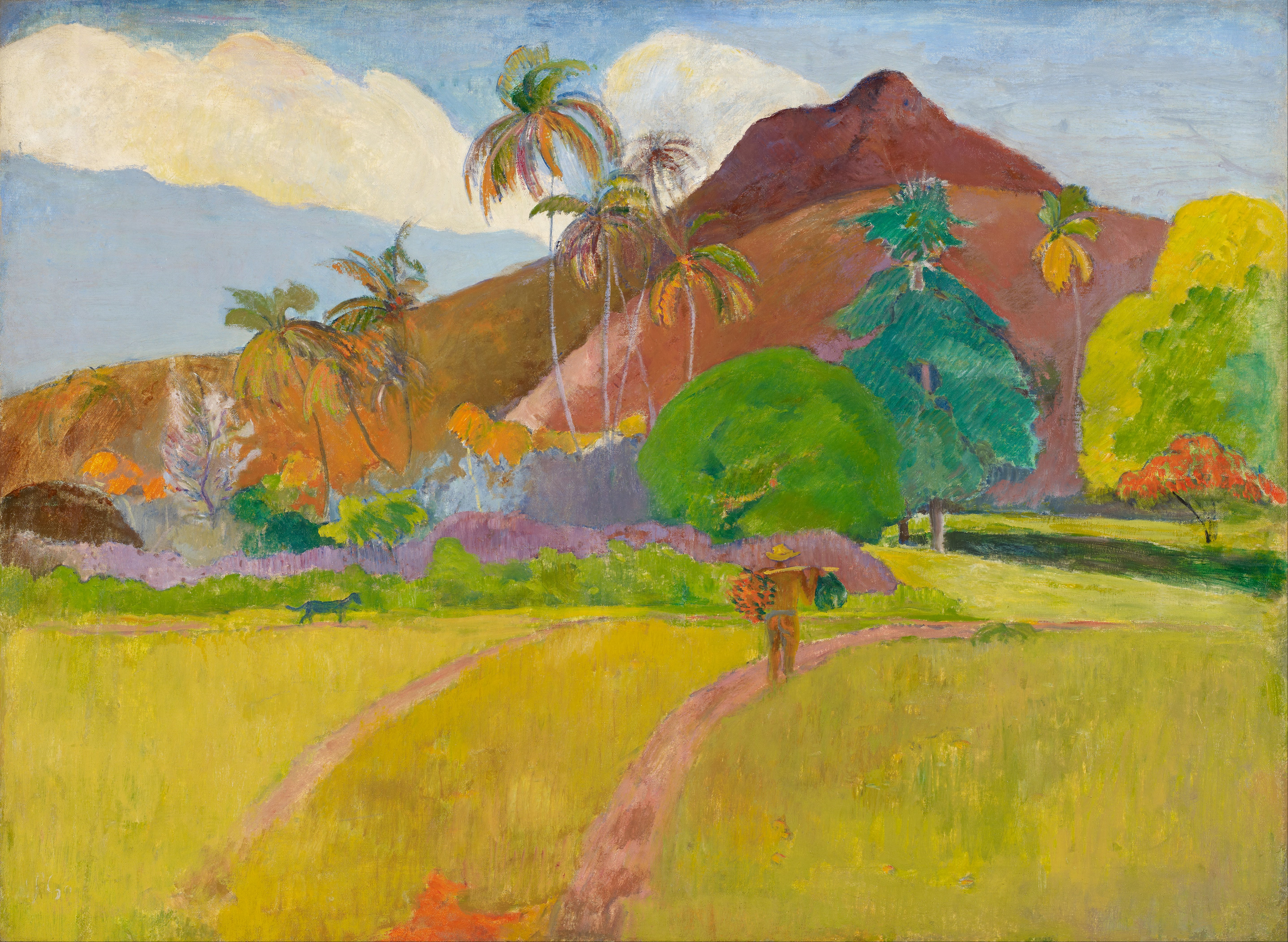
Paul Gauguin, Montagne tahitiennes (1891)
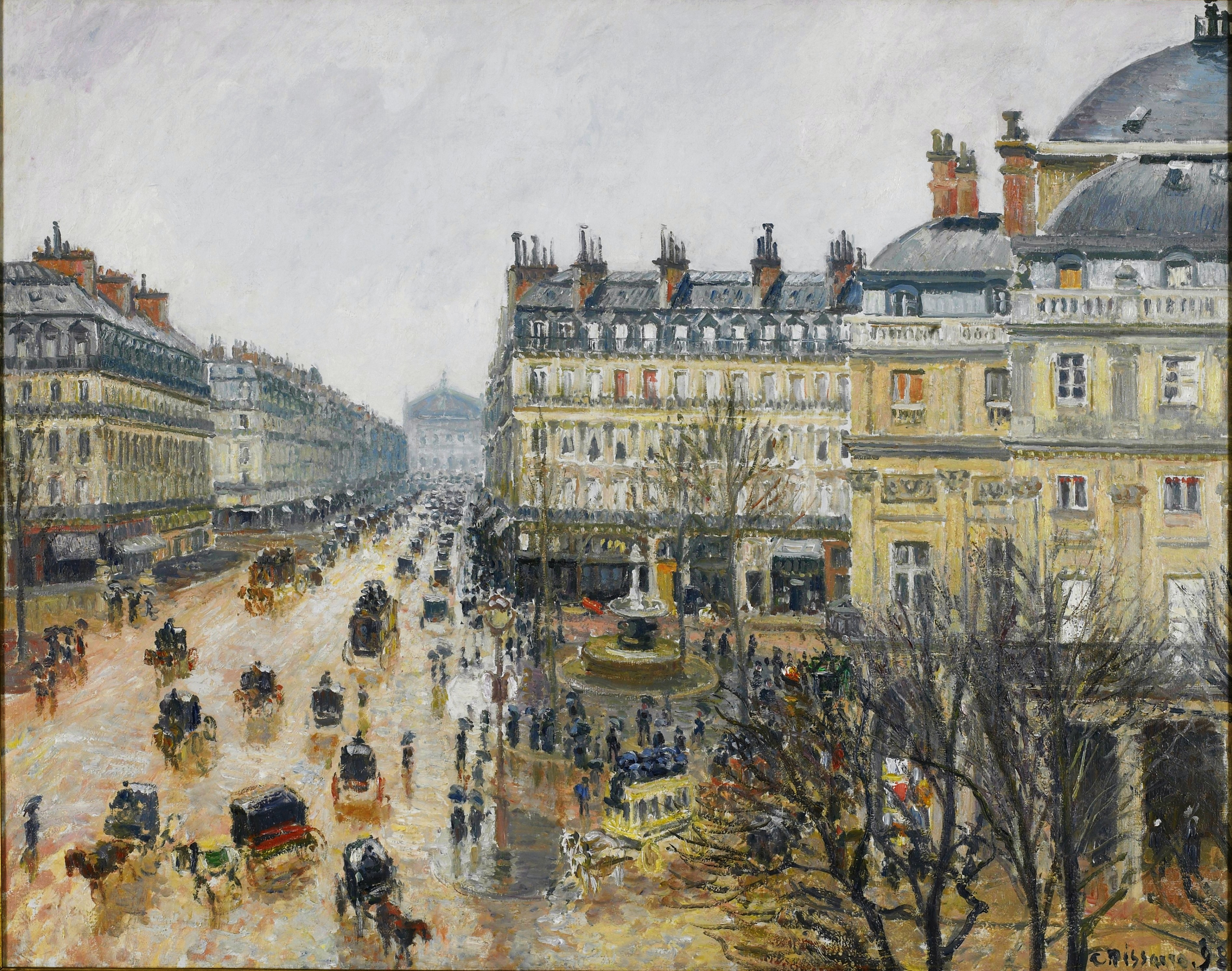
Camille Pissarro, Place du Théâtre Français, Paris: Pluie (1898)
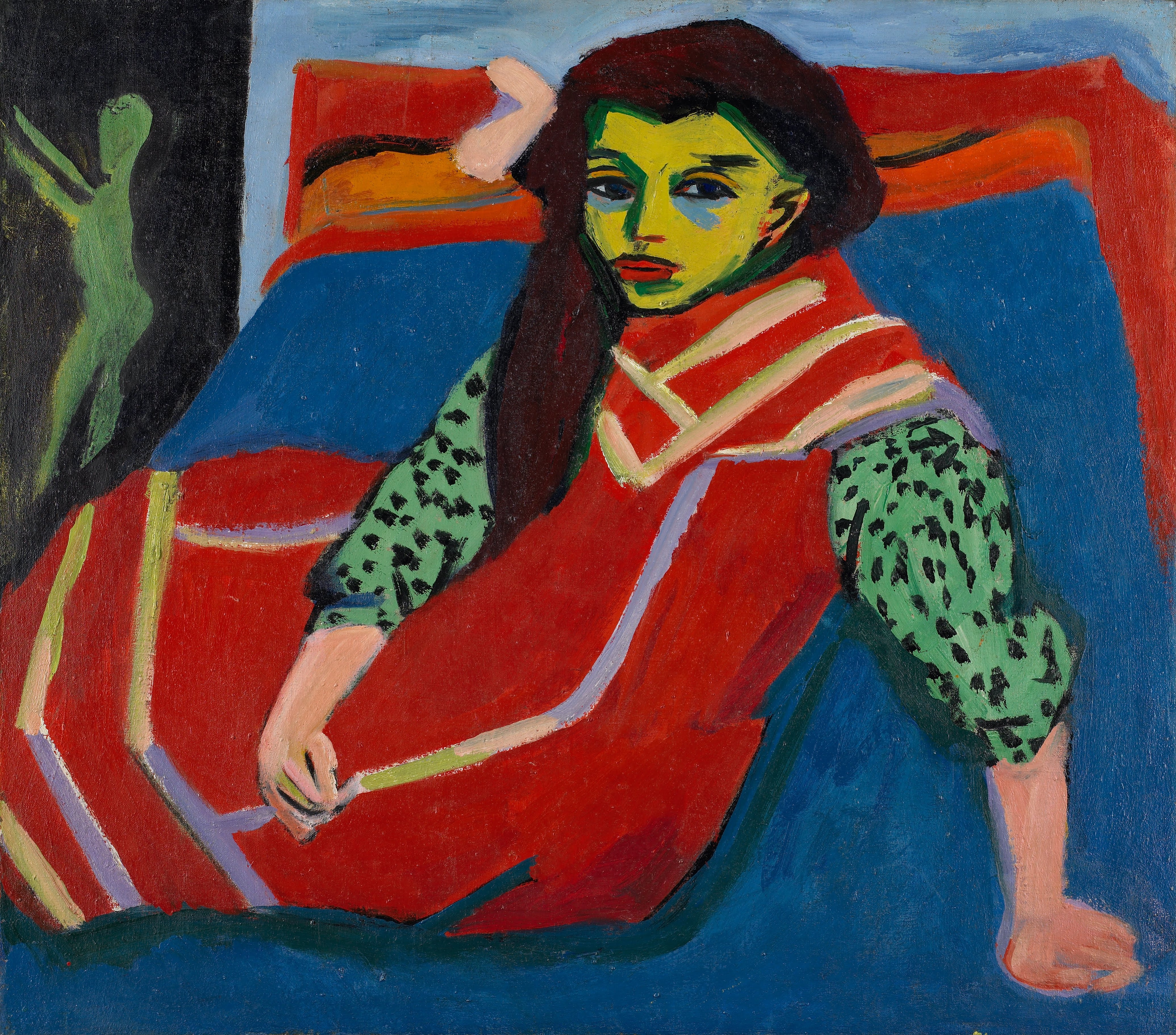
Ernst Ludwig Kirchner, Sitzendes Mädchen (1910)
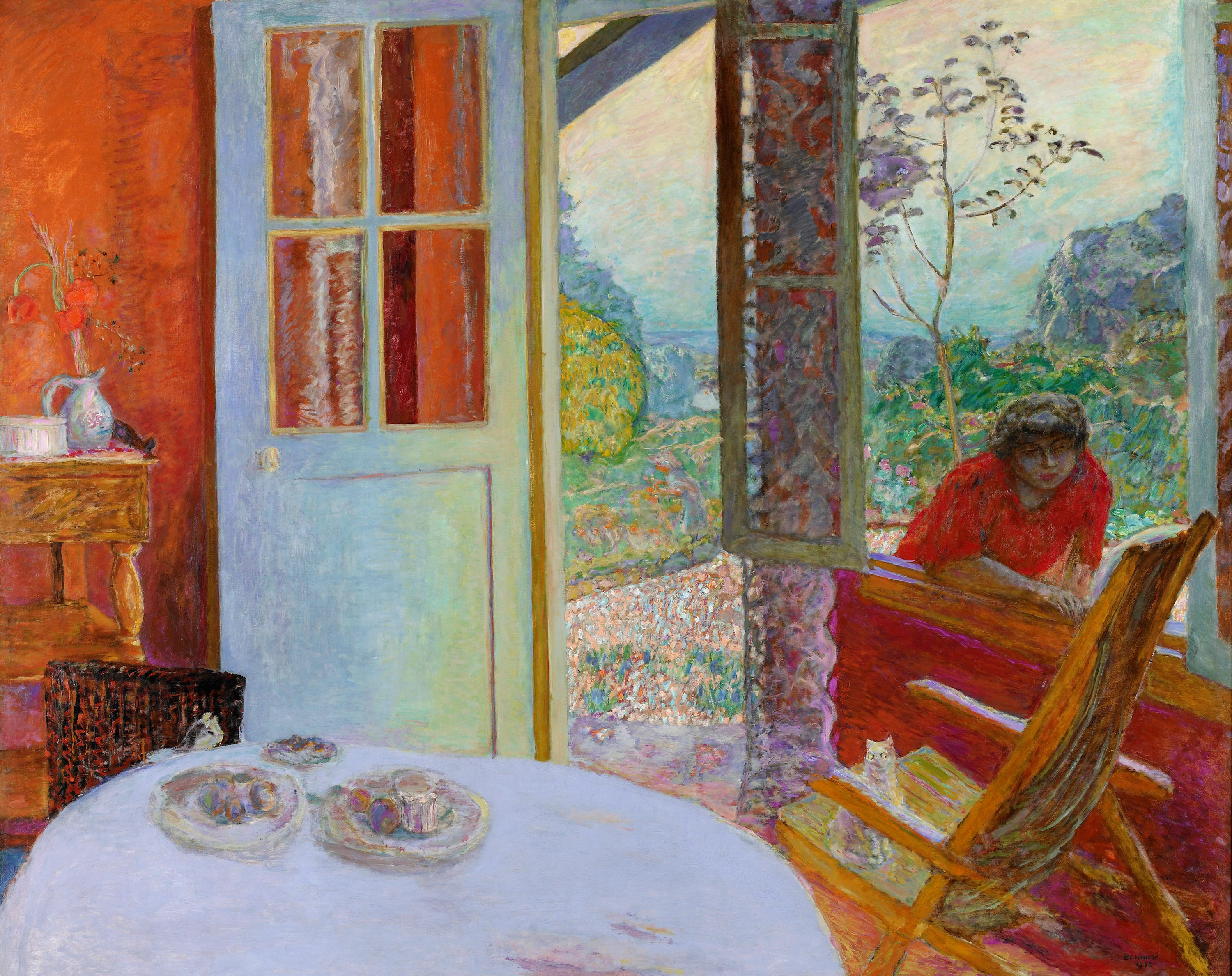
Pierre Bonnard, Salle à manger à la campagne (1913)
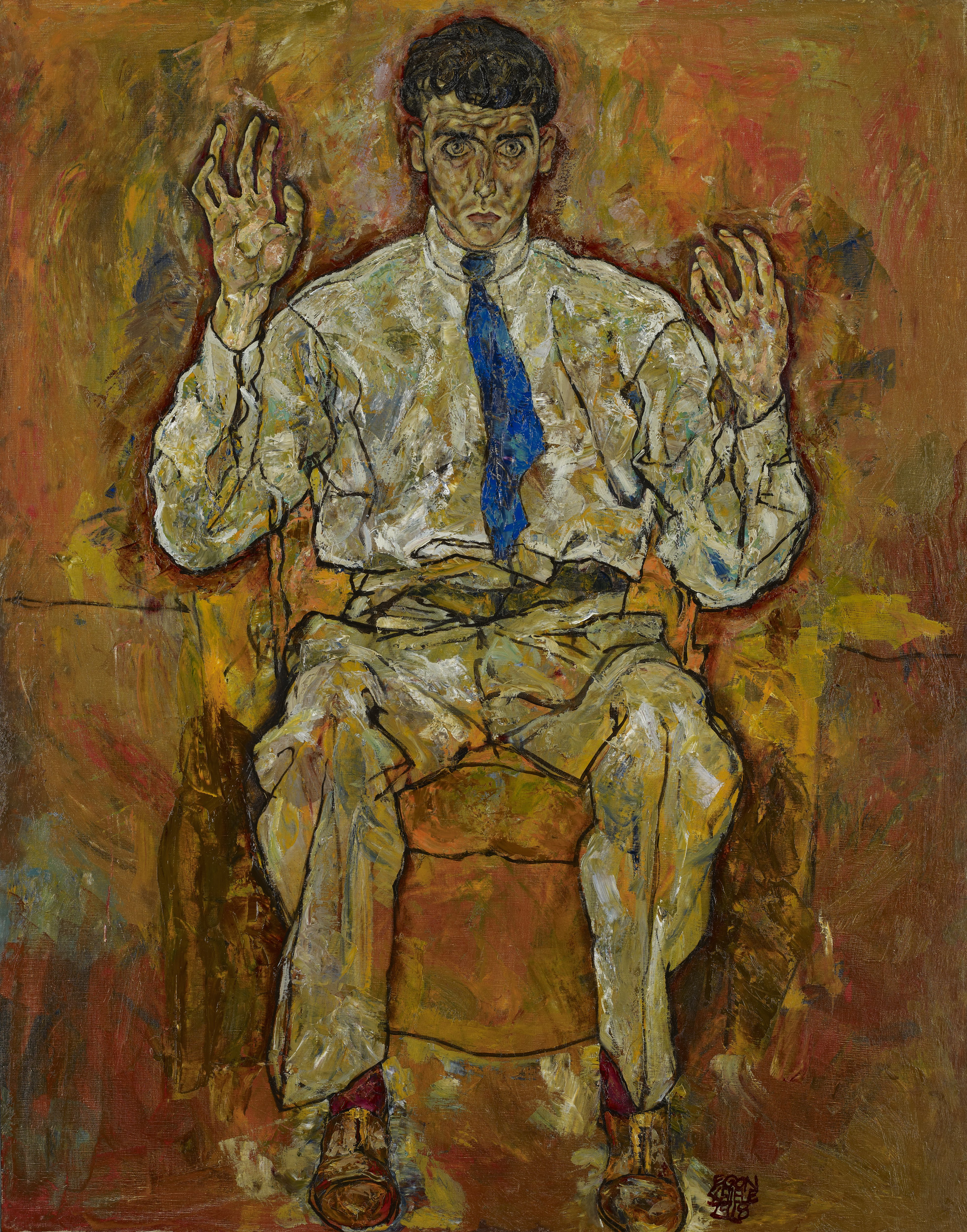
Egon Schiele, Portrait d'Albert Paris von Gütersloh (1918)
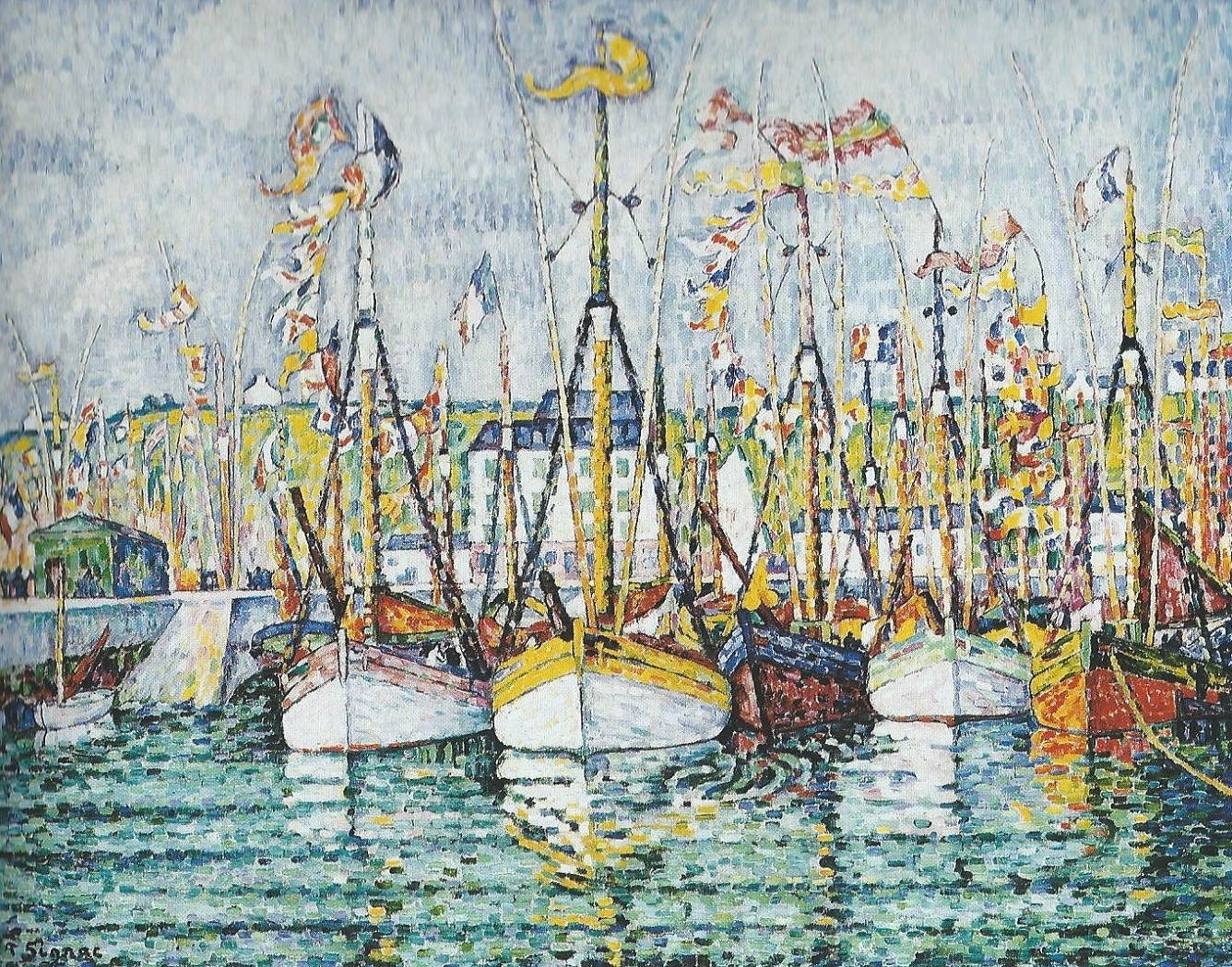
Paul Signac, Bénédiction des thoniers à Groix (1923)

## Sources
- (en) Cet article est partiellement ou en totalité issu de l’article de Wikipédia en anglais intitulé « Minneapolis Institute of Arts » (voir la liste des auteurs).